# Alpha Star Aviation
Alpha Star Aviation Services ist eine saudi-arabische Fluggesellschaft mit Sitz in Riad und Basis auf dem Flughafen Riad.

## Unternehmen
Alpha Star Aviation ist im Bereich Flottenmanagement, Charterflüge, Ambulanzflüge und Ground Handling tätig. Sie führt überwiegend Charterflüge für Geschäftsleute, Privatleute und Regierungen durch.

## Flotte

### Aktuelle Flotte
Mit Stand März 2023 besteht die Flotte der Alpha Star Aviation Services aus acht Flugzeugen mit einem Durchschnittsalter von 14,1 Jahren
| Flugzeugtyp     | Anzahl | bestellt | Anmerkungen  | Sitzplätze |
| --------------- | ------ | -------- | ------------ | ---------- |
| Airbus ACJ318   | 01     |          |              | V.I.P.     |
| Airbus ACJ319   | 01     |          | mit Winglets | V.I.P.     |
| Airbus A319-100 | 01     |          |              | V.I.P.     |
| Airbus A320-200 | 02     |          |              | 176        |
| Airbus ACJ320   | 01     |          |              | V.I.P.     |
| Airbus A330-200 | 01     |          |              | V.I.P.     |
| Airbus A340-600 | 01     |          |              | V.I.P.     |
| ATR 42-600      | 01     |          |              | 42         |
| ATR 72-600      | 02     |          |              | 64         |
| Gesamt          | 11     |          |              |            |

### Ehemalige Flugzeugtypen
- ATR 42-500